# San Miguel Tlaxomulco
Villa Melchor Ocampo o San Miguel Tlaxomulco es una población y cabecera del municipio de Melchor Ocampo, está ubicada al norte de la Ciudad de México y al sur del municipio.

## Toponimia
El nombre de Tlaxomulco proviene del Náhuatl "Tlalli", tierra; "Xamulli", rincón; "Co", locativo que significa lugar; "En el rincón de la tierra".

## Infraestructura
Se puede entrar al pueblo por la carretera estatal 35 que se origina de Santa Elena en Cuautitlán hacia las plantas de Jaltenco (Grupo Herdez,Chedraui,Del Monte Foods) y la Laguna de Zumpango

## Transporte
Existe transporte público que se dirige al palacio municipal o que cruza el pueblo para ir a Visitación,San Mateo Ixtacalco y Zumpango de Ocampo